# Südkoreanische Squashnationalmannschaft
Die südkoreanische Squashnationalmannschaft ist die Gesamtheit der Kader des südkoreanischen Squashverbandes Korea Squash Federation. In ihm finden sich südkoreanische Sportler wieder, die ihr Land sowohl in Einzel- als auch in Teamwettbewerben national und international im Squashsport repräsentieren.

## Historie
Südkorea nahm bei den Herren 2003 in Wien erstmals an der Weltmeisterschaft teil und schloss das Turnier auf Rang 27 ab. In der Besetzung Kim Dong-woo, Chong Yong-chun, Lee Seung-jun und Park Jaung-Gue schied die Mannschaft in der Gruppenmannschaft sieglos aus und musste in der Platzierungsrunde zunächst auch gegen Österreich eine Niederlage hinnehmen. Erst im anschließenden Spiel gegen Russland gelang den Südkoreanern mit 2:1 der erste Sieg bei einer Weltmeisterschaft. Es folgte wiederum eine Niederlage gegen Slowenien, ehe im Spiel um Platz 27 gegen Bermuda ein weiterer 2:1-Sieg folgte. Die zweite Weltmeisterschaftsteilnahme erfolgte erst wieder 2011 in Paderborn. Mit Lee Nyeon-ho, Lee Seung-jun, Lee Seung-taek und Lee Se-hyun gingen ebenso alle drei Vorrundenpartien mit 0:3 verloren wie auch das erste Spiel in der Platzierungsrunde gegen Neuseeland. Anschließend gelang gegen Schweden mit 2:1 der erste, aber auch einzige Sieg bei dieser Weltmeisterschaft. Die nachfolgende Partie gegen Kolumbien ging mit 1:2 verloren und zum Spiel um Platz 27 traten die Südkoreaner gegen Ungarn nicht mehr an. Im Gesamtklassement belegte Südkorea letztlich dennoch Rang 27, da Italien aufgrund eines Dopingvergehens von Stéphane Galifi nachträglich disqualifiziert wurde. Bei der Weltmeisterschaft 2019 in Washington, D.C. verbesserten sich die Südkoreaner auf Rang 22, allerdings umfasste das Teilnehmerfeld lediglich 23 Mannschaften. Erneut verlor Südkorea sämtliche Vorrundenpartien und hatte danach sowohl mit 0:2 gegen Südafrika als auch mit 1:2 gegen Nigeria das Nachsehen. Erst in der letzten Partie gegen Singapur gelang mit einem 2:1 ein Sieg. Zum Kader gehörten Ko Young-jo, Woo Chang-wook, Hwang Joong-won und Lee Se-hyun.
Bei den Damen kam es 2012 in Nîmes zum Debüt bei den Weltmeisterschaften. Gleichzeitig war es die bisher einzige WM-Teilnahme. Song Sun-mi, Park Eun-ok, Yang Yeon-soo und Kim Ga-hye verloren zunächst beide Vorrundenpartien, ehe sie in der anschließenden Zwischenrunde beide Gruppenspiele gegen Österreich und China gewannen. Danach folgten 2:1-Erfolge gegen Japan und Deutschland, womit die Südkoreanerinnen das Turnier auf dem 17. Platz beendeten.
Bei Asienmeisterschaften und Asienspielen erreichten die Herren bislang keine Podestplatzierungen. Weitaus erfolgreicher waren dagegen die Damen. Ab 2006 erreichten die Damen mehrfach das Halbfinale der Asienmeisterschaften, ehe sie 2018 ihr bestes Resultat mit Rang zwei erreichten. Im Finale unterlag die Mannschaft, zu der Ahn Eun-chun, Lee Ji-hyun, Eum Hwa-yeong und Yura Choe gehörten, der Auswahl Hongkongs mit 0:2. Gleich mehrere Medaillen gewannen die Damen bei Asienspielen. Lee Hai-kyung sicherte sich die bislang einzige Einzelmedaille mit Bronze bei den Asienspielen 2002 in Busan, nachdem sie im Halbfinale Nicol David unterlegen war. Gleich dreimal gewann die Mannschaft Bronze: 2010 in Guangzhou belegten Park Eun-ok, Song Sun-mi und Kim Ga-hye ebenso Rang drei wie vier Jahre darauf in Incheon auch Park Eun-ok, Song Sun-mi, Yang Yeon-soo und Lee Ji-hyun. Einen weiteren dritten Platz belegten bei den 2023 ausgetragenen Asienspielen 2022 in Hangzhou Lee Ji-hyun, Heo Min-gyeong, Yang Yeon-soo und Eum Hwa-yeong.

## Letzter WM-Kader
Bei der letzten Weltmeisterschaft 2023 bestand die irische Mannschaft aus den folgenden Spielern:
| Rang | Name            | Geburtsdatum      | WRL | Einsätze | Siege | Niederlagen |
| ---- | --------------- | ----------------- | --- | -------- | ----- | ----------- |
| 1.   | Lee Dong-jun    | −                 | −   | 4        | 1     | 3           |
| 2.   | Lee Dong-min    | 12. Dezember 1998 | −   | 2        | 1     | 1           |
| 3.   | Kang Hyeon-beom | 29. August 1999   | 676 | 3        | 1     | 2           |
| 4.   | Ji Dong-hyun    | 15. April 2002    | 740 | 3        | 1     | 2           |

## WM-Bilanz
| Herren                            |                   |                    |                    |                    |                    |
| Jahr                              | Austragungsort    | Runde              | Platzierung        | Siege              | Niederlagen        |
| 1967 bis 2001: nicht teilgenommen |                   |                    |                    |                    |                    |
| 2003                              | Wien              | Gruppenphase       | 27.                | 2                  | 5                  |
| 2005                              | Islamabad         | nicht teilgenommen | nicht teilgenommen | nicht teilgenommen | nicht teilgenommen |
| 2007                              | Chennai           | nicht teilgenommen | nicht teilgenommen | nicht teilgenommen | nicht teilgenommen |
| 2009                              | Odense            | nicht teilgenommen | nicht teilgenommen | nicht teilgenommen | nicht teilgenommen |
| 2011                              | Paderborn         | Gruppenphase       | 27.                | 1                  | 6                  |
| 2013                              | Mülhausen         | nicht teilgenommen | nicht teilgenommen | nicht teilgenommen | nicht teilgenommen |
| 2015                              | Kairo             | nicht teilgenommen | nicht teilgenommen | nicht teilgenommen | nicht teilgenommen |
| 2017                              | Marseille         | nicht teilgenommen | nicht teilgenommen | nicht teilgenommen | nicht teilgenommen |
| 2019                              | Washington, D.C.  | Gruppenphase       | 22.                | 1                  | 6                  |
| 2023                              | Tauranga          | Gruppenphase       | 21.                | 2                  | 3                  |
| Gesamt                            | 4 / 27 Teilnahmen | 4 / 27 Teilnahmen  | 0 Titel            | 6                  | 20                 |